# Касидион

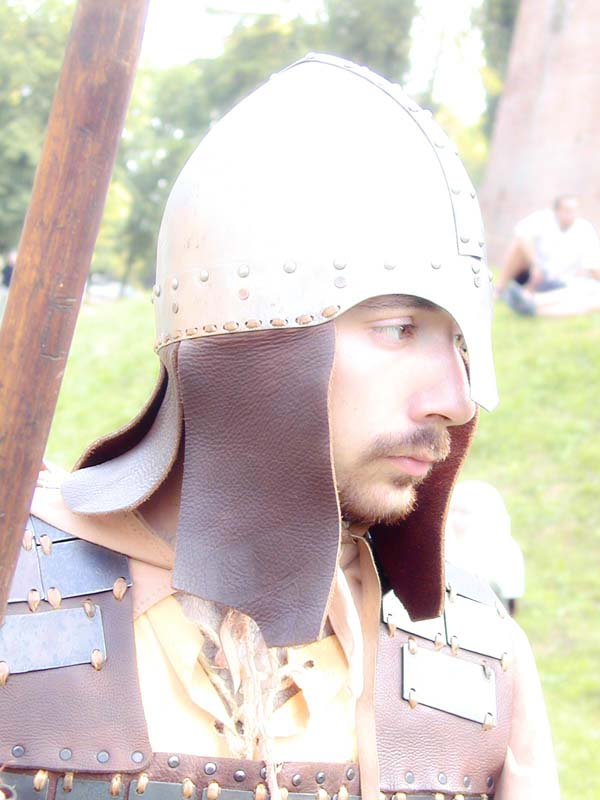
Современная реплика византийского шлема

Касидион (Kassidion, от лат. cassis — металлический шлем) — тип шлема, использовавшегося в Византии в Средние века.
Имел полусферическую тулью. Привязывался кожаными подбородочными ремнями. Шлем снабжался амортизирующей подкладкой, а также часто дополнялся защитой ушей и затылка — кольчужной или чешуйчатой бармицей. Более поздние касидионы могли быть с остроконечной тульёй, что, вероятно, связано с персидским влиянием на Византию. На них оказали своё влияние также аварские, франкские и исламские шлемы. С VII века встречаются касидионы, украшенные сверху плюмажем, их появление, возможно, связано со славянским влиянием. Приблизительно с X века в Византии появляются личины, получающие распространение в XII веке. Кассидион с личиной назывался Autoprosopon.